# بلک (بازی ویدئویی)
بلک (به انگلیسی: Black) یک بازی ویدئویی در سبک تیراندازی اول شخص است که «کرای‌تیرین گیمز» آن‌را توسعه و توسط الکترونیک آرتس برای کنسول‌های خانگی پلی‌استیشن ۲ و اکس‌باکس و اکس باکس ۳۶۰ در فوریه ۲۰۰۶ منتشر شده‌است. این بازی برای داشتن اکشن سینمایی سنگین و کیفیت صدای جایزه برده، همچنین تمرکز کمپانی تولیدکننده بر افکت‌ها و اثرات تخریبی محیط در طول بازی نیز مشهور است.

## داستان بازی
ماجرای بازی بلک در اینگوشتیا و چچن روسیه اتفاق می‌افتد. قهرمان داستان، گروهبان درجه یک جک کلار (مارتی پاپازیان)، عضوی با نظم و انضباط کم در یک واحد (عملیات سیاه‌) سازمان سیا است. بازجوی ناشناس (پل پاپ) از گروهبان کلار درباره یک سازمان تروریستی قاچاق اسلحه باندی به نام موج هفتم به سر کردگی لینوکس که مسئول تعدادی از حملات تروریستی و قتل بوده اند، سوال می کند. به زودی به گروهبان کلار نشان داده می شود که اگر همکاری نکند، او و اقداماتش از طبقه بندی سازمان خارج می شود، به این معنی که او در دادگاه نظامی مجرم شناخته می شود و به طور غیر شرافتمندانه ای از خدمت سازمان خارج می شود. اگرچه گروهبان کلار در ابتدا مقاومت می کند، اما قبول میکند که همکاری نماید و داستان عملیات خود را تعریف کند.
چهار روز قبل، گروهبان کلار و گروهش در حال حمله به پایگاه موج هفتم در شهر وبلنسک بودند. گروهبان کلار سه نفر از اعضای عالی رتبه آنها را می کشد اما سپس با هجوم به داخل ساختمان تحت کنترل تروریست ها از دستورات سرپیچی می کند، جایی که یک تروریست به او کمین می کند. با این حال، این مرد، گروهبان کلار را نمی کشد، گروهبان کلار میفهمد که بدنبال ویلیام لینوکس، یکی از ماموران سابق سازمان سیا که یک آمریکایست است. لینوکس پس از جعل کردن مرگ خود در قاهره، ظاهراً رهبر موج هفتم شده است.
ماموریت بعدی گروهبان کلار شامل عبور از مرز به ترنسکا و عبور از کانال ولودنیک، نابود کردن یک پایگاه و انبار اسلحه سپس ملاقات با یک سرباز زن سیاهپوست به نام مک کارور (با صدای کری سامر) و ملاقات با رهبر تیم عملیات سیاه براوو ، در یک خانه مزرعه ای است. همه چیز طبق برنامه پیش نمی رود با این حال، گروهبان کلار از خانه مزرعه ای دفاع و آنرا پاکسازی می کند و بعداً با مک کارور ملاقات می کند.
گروهبان کلار و سرباز مک کارور ماموریتی را برای تخریب یک کارخانه اسلحه سازی در شهر ناصره آغاز می کنند. برای تکمیل ایمن ماموریت، آنها باید در یک قبرستان و شهر قدیمی که هر دو به شدت دفاع می شوند، حرکت کنند. پس از انجام این کار، آنها به کارخانه ریخته گری آهن شهر حمله می کنند و ظرفیت تولید آن را از بین می برند. سپس دو مامور عملیات سیاه با سومین عضو تیم به نام سولومون ملاقات می کنند.
بر اساس اطلاعات جمع‌آوری‌شده از این ماموریت، تیم براوو به یک اسکله با دفاع مستحکم رفته، منطقه را پاکسازی کرده و با تیم آلفا مرتبط شده است. با این حال، تیم آلفا در یک کمین نابود می شود در حالی که لینوکس چند ثانیه قبل از آن فرار می کند. با توجه به نتیجه فاجعه بار، عملیات نیز لغو می شود. علی‌رغم این اتفاقات، گروهبان کلار یک حمله تلافی جویانه را علیه پل گرازنی قبل از جدا شدن از تیمش انجام می‌دهد تا تیمش را در دروازه‌ پناهگاه لینوکس ترک کند و با موفقیت به موانع دفاعی در اطراف و داخل شهر اسپترینیف نفوذ کند. در طول حمله، گروهبان کلار باعث انفجارهایی می شود که منجر به تخریب دو مانع بتنی و انفجارهای بعدی در اتاق نهایی پناهگاه زیرزمینی لینوکس میشود که احتمالاً لینوکس را می کشد و عملیات سیاه (بازی بلک) ظاهراً به پایان می‌رسد.
بازجو سپس به گروهبان کلار فاش می کند که مقامات سازمان سیا در واقع همیشه از دخالت لینوکس در موج هفتم اطلاع داشته اند. گروهبان کلار به طور قابل پیش بینی عمل کرده بوده و آنچه را که پروفایلش گفته بوده انجام می داده و پیگیری او برای لینوکس هم مورد انتظار و هم مورد استقبال بوده  و اینکه لینوکس هنوز نمرده است. سپس به گروهبان کلار گفته می شود که یک "مرگ" دروغین برای ویلیام لینوکس  توسط تیمش ترتیب داده شده  تا وی بتواند به تعقیب مقاصد خود ادامه دهد. بازی با گروهبان کلار زمانی به پایان می رسد که به گروهبان کلار گفته می شود برای ماموریت بعدی خود آماده شود.